# Малютова Ніна Омелянівна
Ніна Омелянівна Малютова (1934, село Богданівка, тепер Дніпропетровської області — ?) — українська радянська діячка, новатор виробництва, муляр управління «Опорядбуд» тресту «Дніпроважбуд» Дніпропетровської області. Депутат Верховної Ради УРСР 6—7-го скликань.

## Біографія
Народилася у селянській родині. Закінчила неповну середню (семирічну) школу у селі Богданівці Дніпропетровської області. Потім навчалася у школі фабрично-заводського навчання (ФЗН) у Дніпропетровську.
З 1950-х років — маляр, муляр управління «Опорядбуд» тресту «Дніпроважбуд» Дніпропетровської області. Брала участь у будівництві шкіл, лікарень, трубного цеху в місті Новомосковську, колесопрокатного і трубопрокатного цехів, цеху шарикопідшипникових труб та цеху № 4 заводу імені Карла Лібнехта Дніпропетровської області.
Член КПРС.

## Нагороди
- ордени
- медалі